# Campeonato Catarinense de Futebol de 2018
O Campeonato Catarinense de Futebol de 2018 é uma competição com organização da Federação Catarinense de Futebol no que concerne as três divisões estaduais. Iniciou em janeiro (Série A) e termina em abril, a (Série B) inicia em junho e termina em agosto, a (Série C) começa e setembro e termina em dezembro.

## Série A

### Equipes participantes
| Equipe         | Cidade        | Em 2017      | Estádio                            | Capacidade | Títulos (Último) |
| -------------- | ------------- | ------------ | ---------------------------------- | ---------- | ---------------- |
| Avaí           | Florianópolis | 2º           | Ressacada                          | 17.826     | 16 (2012)        |
| Brusque        | Brusque       | 4º           | Augusto Bauer                      | 5.000      | 1 (1992)         |
| Chapecoense    | Chapecó       | 1º           | Arena Condá                        | 22.000     | 6 (2017)         |
| Concórdia      | Concórdia     | 1º (Série B) | Domingos Machado de Lima           | 5.000      | 0                |
| Criciúma       | Criciúma      | 3º           | Heriberto Hülse                    | 19.900     | 10 (2013)        |
| Figueirense    | Florianópolis | 8º           | Orlando Scarpelli                  | 19.584     | 17 (2015)        |
| Hercílio Luz   | Tubarão       | 2º (Série B) | Aníbal Costa                       | 3.570      | 2 (1958)         |
| Inter de Lages | Lages         | 7º           | Vidal Ramos Júnior                 | 4.681      | 1 (1965)         |
| Joinville      | Joinville     | 5º           | Arena Joinville                    | 20.160     | 12 (2001)        |
| Tubarão        | Tubarão       | 6º           | Estádio Domingos Silveira Gonzales | 2.000      | 0                |

### Premiação
| Campeonato Catarinense de 2018   |
| -------------------------------- |
|                                  |
| Figueirense Campeão (18º título) |

## Série B

### Equipes participantes
| Equipe              | Cidade             | Em 2017       | Estádio                            | Capacidade | Títulos               |
| ------------------- | ------------------ | ------------- | ---------------------------------- | ---------- | --------------------- |
| Almirante Barroso   | Itajaí             | 9° (Série A)  | Camilo Mussi                       | 1 760      | 1 (2016)              |
| Barra-SC            | Balneário Camboriú | 6°            | Camilo Mussi                       | 1 760      | 0                     |
| Blumenau            | Blumenau           | 1° (Série C)  | Complexo Esportivo Bernardo Werner | 3 624      | 1 (1987)              |
| Camboriú            | Camboriú           | 4º            | Robertão                           | 3 300      | 1 (2011)              |
| Fluminense-SC       | Joinville          | 8º            | Arena Joinville                    | 20 160     | 0                     |
| Guarani de Palhoça  | Palhoça            | 5º            | Estádio Renato Silveira            | 2 081      | 2 (2003 e 2012)       |
| Juventus de Jaraguá | Jaraguá do Sul     | 9°            | João Marcatto                      | 5 270      | 0                     |
| Marcílio Dias       | Itajaí             | 3º            | Hercílio Luz                       | 12 000     | 3 (1999, 2010 e 2013) |
| Metropolitano       | Blumenau           | 10° (Série A) | Complexo Esportivo Bernardo Werner | 3 624      | 0                     |
| Operário de Mafra   | Mafra              | 7°            | 16 de Abril                        | 2 000      | 0                     |

### Premiação
| Campeão da Série B do Campeonato Catarinense de 2018 |
| ---------------------------------------------------- |
| Metropolitano Campeão (1º título)                    |

## Série C

### Equipes participantes
| Equipe        | Município      | Em 2017       | Estádio                    | Capacidade | Títulos  |
| ------------- | -------------- | ------------- | -------------------------- | ---------- | -------- |
| Caçador       | Caçador        | 5º            | Carlos Alberto Costa Neves | 6.500      | 1 (2012) |
| Carlos Renaux | Brusque        | ---           | Augusto Bauer              | 5.000      | ---      |
| Curitibanos   | Paulo Lopes    | 2º*           | Antonio Amadeu Moisés      | 1 000      | ---      |
| Itajaí        | Itajaí         | ---           | Hercílio Luz               | 12.000     | 1 (2016) |
| Jaraguá       | Jaraguá do Sul | 10° (Série B) | João Marcatto              | 10.000     | ---      |
| Orleans       | Orleans        | 2º*           | Osmundino Matheus          | 1.100      | ---      |
| Porto-SC      | Porto União    | 4º            | Antiocho Pereira           | 1.100      | 1 (2008) |
| Próspera      | Criciúma       | ---           | Mário Balsini              | 4.900      | 1 (2005) |

 As equipes de Orleans e Curitibanos, no Campeonato Catarinense da Série C de 2017 jogaram de forma conjunta. 

### Premiação
| Campeão da Série C do Campeonato Catarinense de 2018 |
| ---------------------------------------------------- |
| Próspera Campeão (2º título)                         |